# 목마 위의 여자 (영화)
목마 위의 여자는 1979년 공개된 대한민국의 영화이다.

## 배역
- 김자옥
- 이대근
- 유장현
- 김보미

## 수상
- 1979년 제15회 백상예술대상
  - 영화부문 여자최우수연기상 - 김자옥